# Gintoftgaard
Gintoftgaard ist eine abgegangene Burganlage in der Gemeinde Steinbergkirche, beim Ortsteil Gintoft, im Kreis Schleswig-Flensburg in Schleswig-Holstein.

## Hintergrund
Das genaue alter des Adelsgutes Gintoftgaard ist unklar. Der Burgname setzt sich aus dem Namen des Ortes „Gintoft“ und dem Wort „Gaard“ zusammen. Der Ortsname besteht wiederum ebenfalls aus zwei Wortbestandteilen, nämlich „Gin“ und „Toft“. Bei „Gin“ soll es sich um die Verkürzung des Personennamens „Ginni“ handeln. Toft ist ein abseits von einer Siedlung gelegenes, umfriedetes Feld (oder Flurstück), auf dem ein Hof steht. Der Toftbesitzer Ginni war vermutlich, wie an der Wortbedeutung zu erkennen ist, der Gründer oder Älteste des Dorfes Gintoft. Das Wort Ga(a)rd, das im Dänischen „Hof“ bedeutet, deutet in Angeln häufig auf einen Herrenhof hin.
1520 heiratete Johann Ottsen vom unweit gelegenen Gut Norgaard die Hoferbin, Frau Agneta zu Gintoftgaard. Die beiden Adelsgüter wurden zusammengelegt. Der alte Edelhof Gintoftgaard wurde bald danach abgebrochen. Das größer gewordene Gut Norgaard blieb noch länger bestehen. Einige Zeit später wurde unweit des abgebrochenen Hofes ein neuer Bauernhof aufgebaut, welcher nach dem alten Gut ebenfalls „Gintoftgaard“ genannt wurde.
Im März 1952 wurden nordwestlich vom Hof Petersen, dem besagten neuen Hof Gintofgtgaard, Erdarbeiten durchgeführt. Dabei wurde die alte Hofanlage „Gintoftgaard“ wiederentdeckt. Der Heimatforscher Jakob Röschmann beschrieb 1963 die Entdeckung des Schlossplatzes mit folgenden Worten: „bei Dränagearbeiten in 60 cm T [wurden] Hausfundamente einer alten Hofanlage beobachtet. Große Steinsetzungen aus Findlingen von 30-50 cm Dm wurden von einem Dränagegraben an 2 Stellen von 0,60-1,40 m T angeschnitten. Die erste Fundstelle lag hart nördlich am Feldweg, der vom Hof nach W führt, etwa 30 m westlich der Einfahrt zum Wirtschaftshof. Die zweite Fundstelle lag 70 m nördlich der NW-Ecke von Petersens Scheune. Westlich davon waren schwache Spuren eines zugeschütteten Grabens zu erkennen. In der teils holzkohlehaltigen dunklen Erde wurden einige ziegelrote hartgebrannte Scherben von sogenannten ‚Steertpötten‘ gefunden.“